# Platynereis bicanaliculata
Platynereis bicanaliculata är en ringmaskart som först beskrevs av Baird 1863.  Platynereis bicanaliculata ingår i släktet Platynereis och familjen Nereididae. Inga underarter finns listade i Catalogue of Life.